# Juan José Estrada (bokser)
Juan José Estrada (ur. 28 listopada 1963 w Tijuanie, zm. 21 czerwca 2015 tamże) – meksykański bokser, który w 1988 roku zdobył tytuł mistrzowski WBA World w wadze super koguciej.
28 maja 1988 roku Estrada zdobył pas WBA w wadze super koguciej pokonując Bernarda Piñango w dwunastu rundach. Pojedynek odbył się w meksykańskiej Tijuanie.
Po zakończeniu kariery bokserskiej Estrada zaczął mieć problemy z prawem, a w 2005 roku został aresztowany pod zarzutem posiadania narkotyków.

## Śmierć
21 czerwca 2015 roku Estrada został śmiertelnie zadźgany nożem, co miało być spowodowane rodzinnym sporem. Zanim doszło do tragedii były bokser zajmował się zbieraniem śmieci.